# New American Cyclopædia
La New American Cyclopædia est une encyclopédie en 16 volumes créée et publiée par D. Appleton & Company à New York de 1857 à 1866. Les principaux auteurs en sont George Ripley (en) et Charles A. Dana.

## Historique
La New American Cyclopædia est une encyclopédie généraliste particulièrement concentrée sur les États-Unis. Comme sa création s'étend sur les années de la Guerre de Sécession, la perspective et le ton de certains articles peut varier considérablement : Jefferson Davis, par exemple, futur président des États confédérés, est longuement traité à titre de soldat de l'US Army et d'homme politique américain.
Parmi les contributeurs notables, Karl Marx, à cette époque correspondant en Europe du New York Tribune, a rédigé, à la demande des auteurs, des articles sur les questions militaires (pour lesquels il a peut-être collaboré avec Friedrich Engels). Il a aussi écrit un article biographique hostile sur Simón Bolívar,.
La New American Cyclopedia a été révisée et republiée sous le nom d’American Cyclopedia en 1873. Il a aussi existé de 1861 à 1875 un volume récapitulatif annuel, Appletons' Annual cyclopaedia and register of important events of the year.

## Liens externes

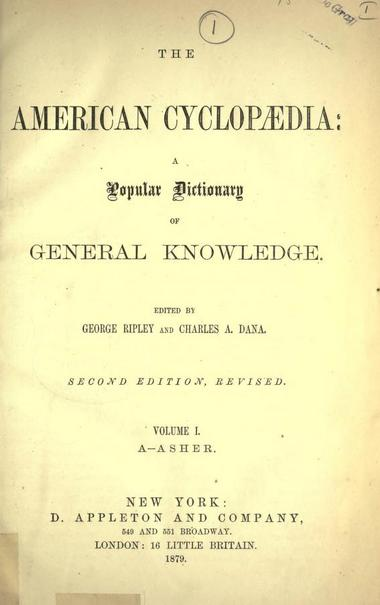
Page de titre du volume 1 de lAmerican Cyclopedia de 1879.

## Liste des volumes de la première édition
| année | volume | de           | à           |
| ----- | ------ | ------------ | ----------- |
| 1858  | 1      | A            | Araguay     |
| 1858  | 2      | Araktsheef   | Beale       |
| 1858  | 3      | Beam         | Browning    |
| 1858  | 4      | Brownson     | Chartres    |
| 1859  | 5      | Chartreuse   | Cougar      |
| 1859  | 6      | Cough        | Education   |
| 1859  | 7      | Edward       | Fueros      |
| 1859  | 8      | Fugger       | Haynau      |
| 1860  | 9      | Hayne        | Jersey City |
| 1861  | 10     | Jerusalem    | Macferrin   |
| 1861  | 11     | Macgillivray | Moxa        |
| 1861  | 12     | Mozambique   | Parr        |
| 1861  | 13     | Parr         | Redwitz     |
| 1862  | 14     | Reed         | Spire       |
| 1862  | 15     | Spiritualism | Uzziah      |
| 1863  | 16     | V            | Zwirner     |